# Rhinolophus guineensis
Rhinolophus guineensis es una especie de murciélago de la familia Rhinolophidae.

## Distribución geográfica
Se encuentra en Costa de Marfil, Guinea, Liberia, Senegal y Sierra Leona.

## Hábitat
Su hábitat natural son: montañas, sabanas áridas,  cuevas, y los lugares subterráneos.

## Estado de conservación
Se encuentra amenazada de extinción por la pérdida de su hábitat natural.